# 蒂氏針脂鯉
蒂氏針脂鯉為輻鰭魚綱脂鯉目琴脂鯉亞目複齒脂鯉科的其中一種，為熱帶淡水魚，分布於非洲剛果河流域的史坦利潭、烏班基河流域，體長可達12公分，棲息在底中層水域，生活習性不明。

## 扩展阅读
維基物種上的相關：蒂氏針脂鯉